# Diegten
Diegten (schweizerdeutsch: Diekte) ist eine politische Gemeinde und ein Dorf im Bezirk Waldenburg des Kantons Basel-Landschaft in der Schweiz. Es gehört nebst Eptingen als einzige Gemeinde des Diegtertals zum Bezirk Waldenburg.

## Geographie
Diegten liegt auf 470 m ü. M. Das Dorf wird vom Diegterbach durchflossen, der im südlich angrenzenden Eptingen als Obertlochbach entspringt. Ausserdem grenzt Diegten noch an Läufelfingen im Südosten, an Känerkinden im Osten, an Wittinsburg im Nordosten, an Tenniken im Norden, an Hölstein im Nordwesten und an Bennwil im Westen.

## Geschichte

Historisches Luftbild von Werner Friedli (1953)

1152 wurde Diegten erstmals urkundlich erwähnt: als Dietingoven. Der Name wandelte sich mit der Zeit zu Dietinghofen, zu Dietikon, Dietken und schliesslich Diegten. Archäologische Funde haben ergeben, dass das Gebiet bereits zur Zeit der Römer besiedelt war. 1382 bestand die Siedlung Tüllikon auf dem heutigen Gebiet von Diegten. Als 1480 Anastasia Anna von Wittenheim starb, fiel die Herrschaft Diegten an Thierstein zurück. Ab 1487 war Diegten vollständig unter der Herrschaft der Stadt Basel.
Spuren der drei mittelalterlichen Ruinen Ränggen haben sich erhalten.

## Wappen
Seit 1930 hat Diegten ein offizielles Wappen. Es ist durch einen senkrechten Strich in zwei Hälften geteilt. Auf der rechten Seite ist ein stehender schwarzer Löwe auf goldenem Grund abgebildet, links befinden sich abwechselnd schwarze und weisse Diagonalstreifen. Es ist das Wappen des thurgauischen Rittergeschlechts von Eschenz.

## Politik
Der Gemeinderat (Exekutive) besteht aus fünf Stimmberechtigten. Gemeindepräsident (2024–2028) ist seit 2011 Ruedi Ritter (SVP, Stand 2025).
Bei den Schweizer Parlamentswahlen 2023 betrugen die Wähleranteile in Diegten: SVP 45,6 % (2019 40,7 %), SP 15,0 % (16,0 %), FDP 10,4 % (11,4 %), Mitte 9,7 % (6,7 %), Grüne 8,0 % (15,8 %), glp 8,0 % (6,0 %), EVP 1,6 % (3,5 %), EDU 0,3 % (–).

## Sehenswürdigkeiten
In der 1275 erstmals erwähnten und seit 1529 reformierten Kirche St. Peter finden sich Glasfenster des bekannten basellandschaftlichen Künstlers Walter Eglin.

## Verkehr
Am Ort vorbei führt die Autobahn A2. Eine Anschlussstelle befindet sich südlich des Dorfes.

## Söhne und Töchter
- Isaak Bruckner (1686–1762), Geograph und Mechaniker

## Bilder

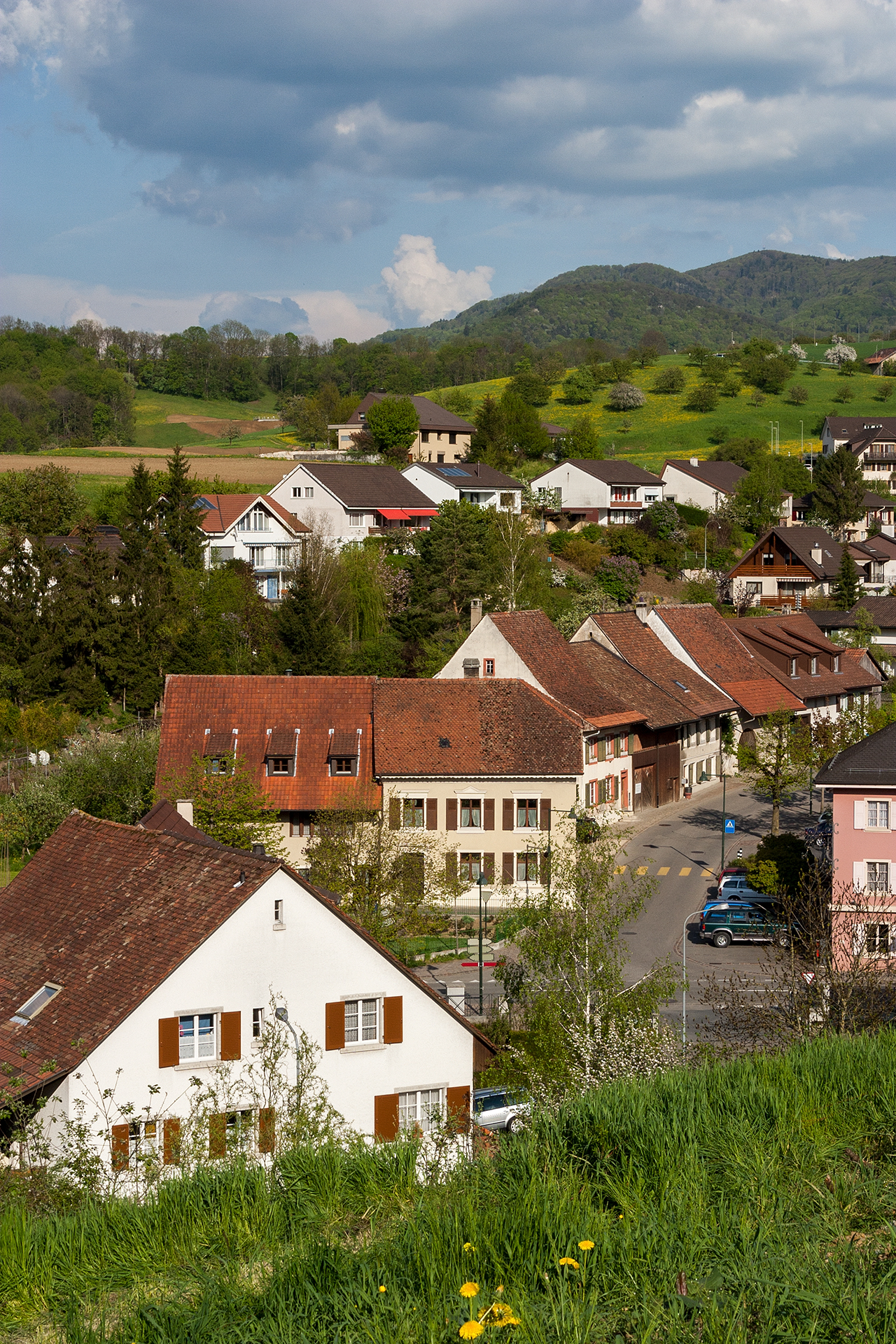
Der ältere Dorfteil
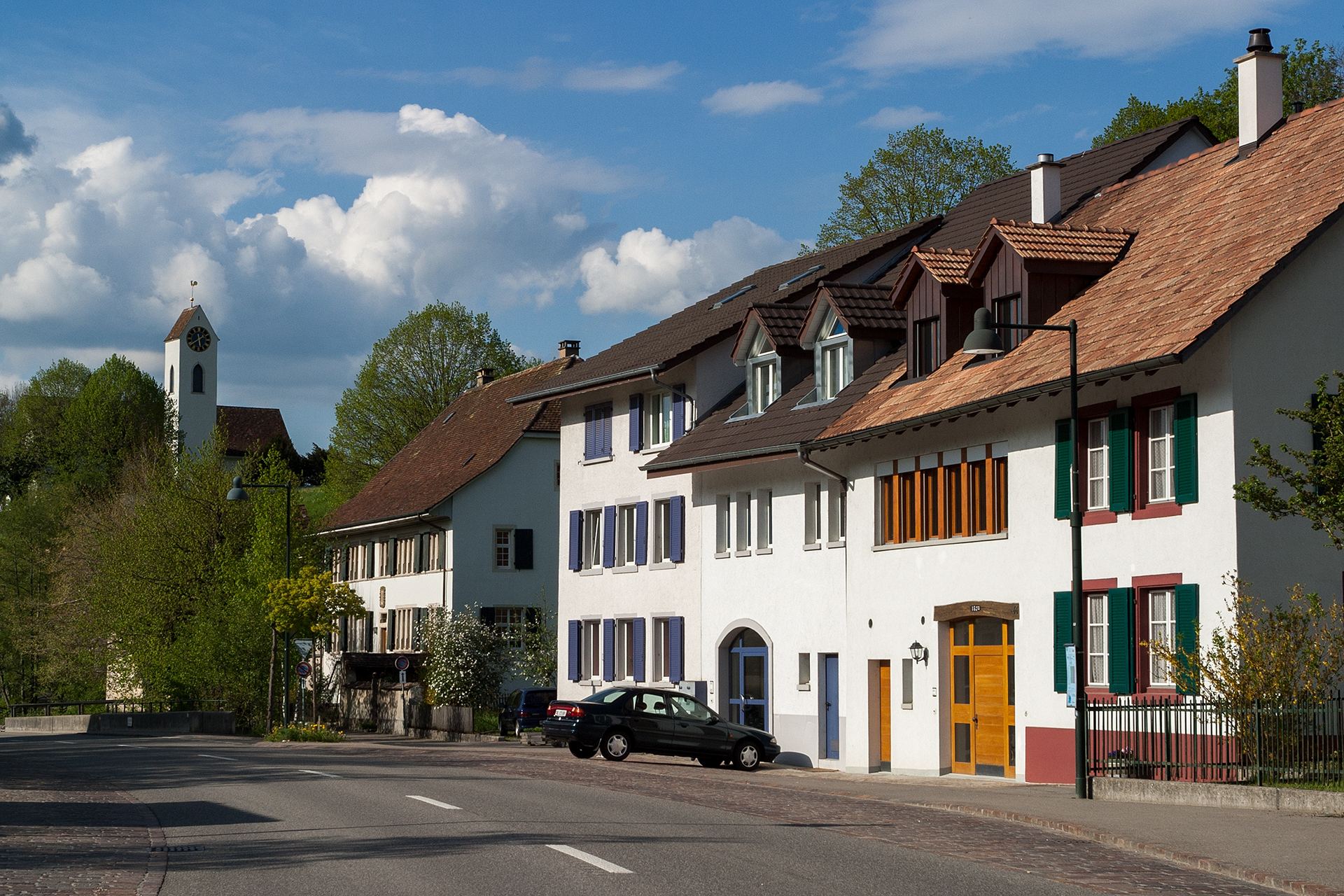
Hauptstrasse mit Pfarrhaus
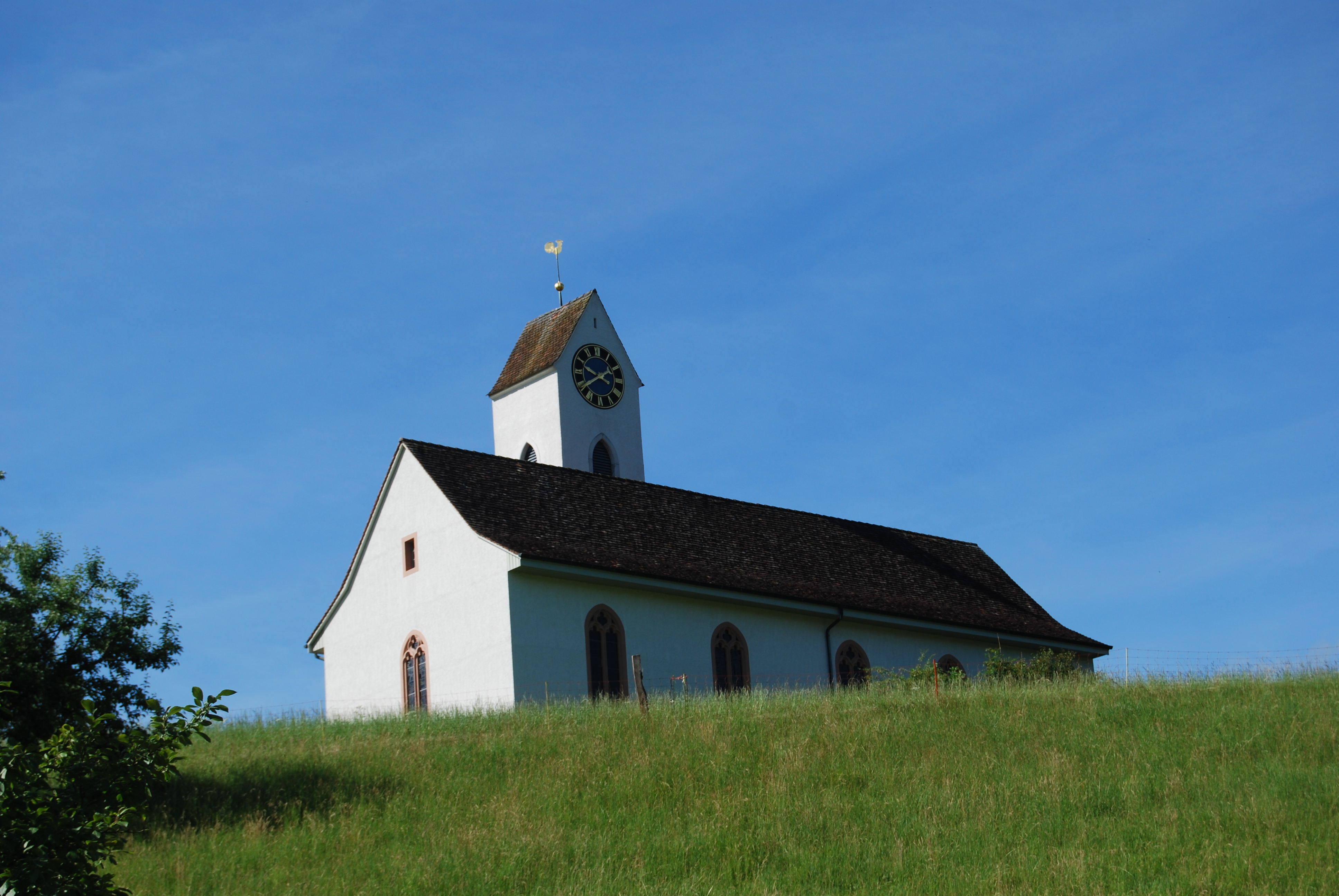
Kirche von Norden her gesehen
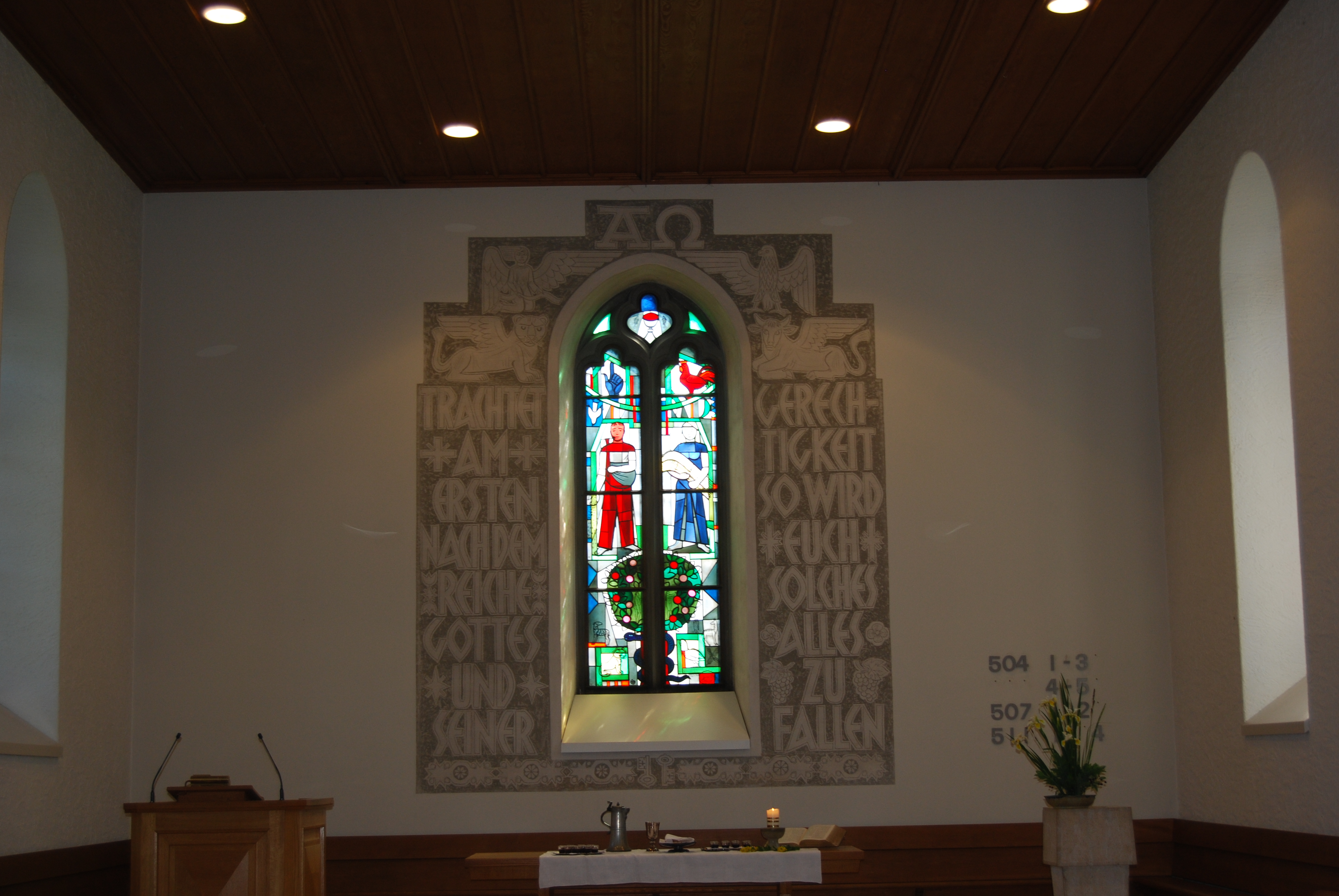
Kirchenfenster von Walter Eglin
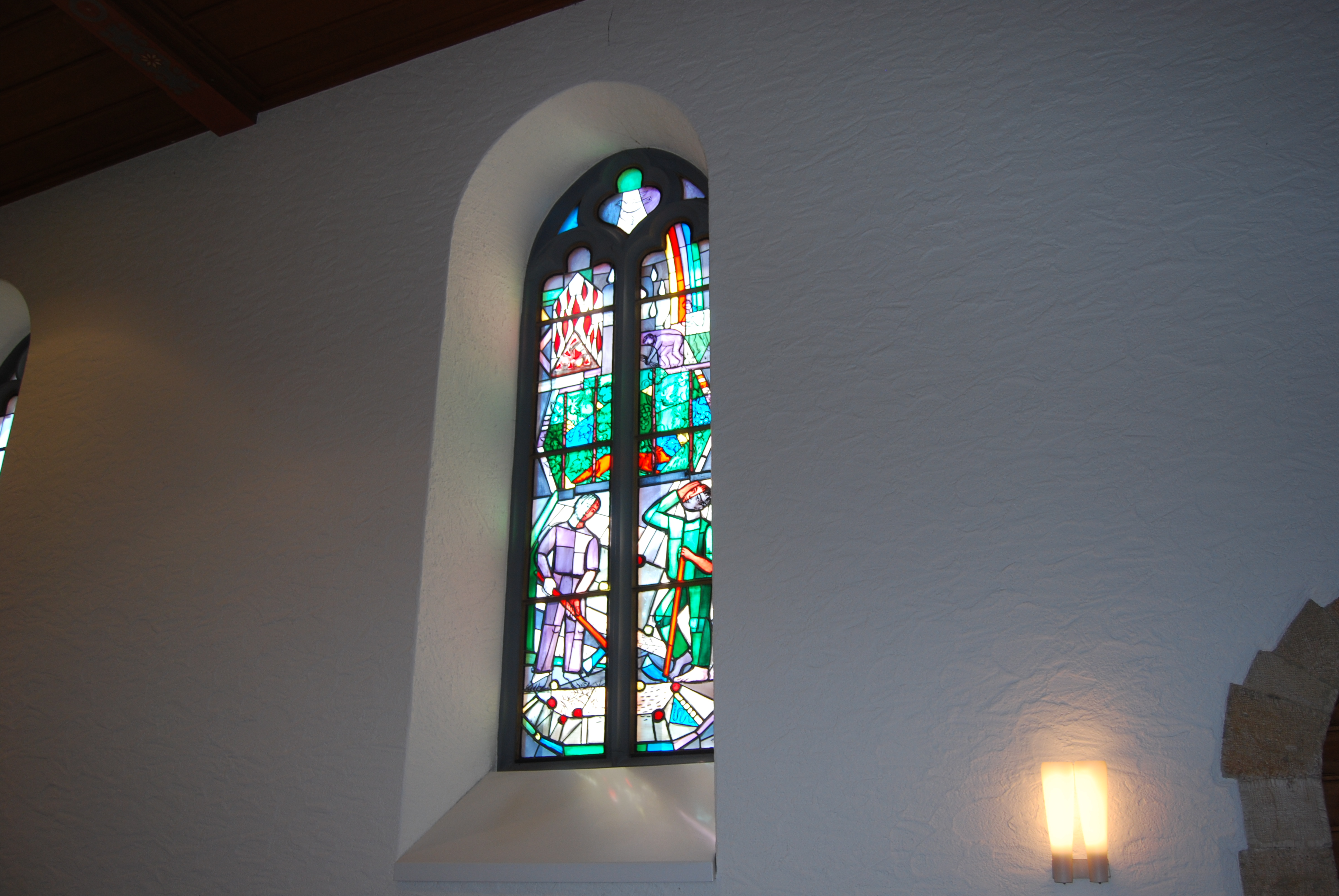
Kirchenfenster von Walter Eglin
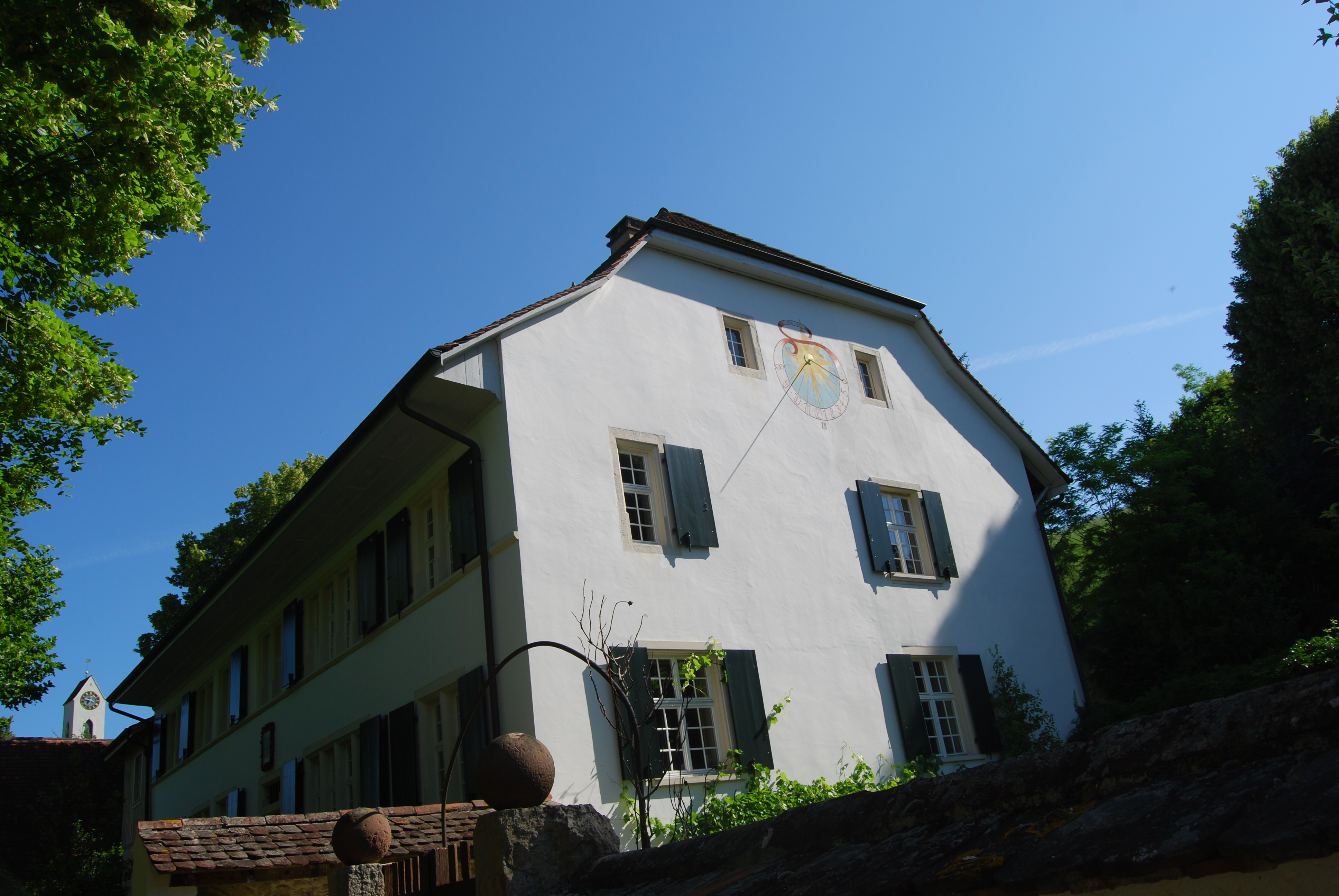
Kollaturgebäude von 1704
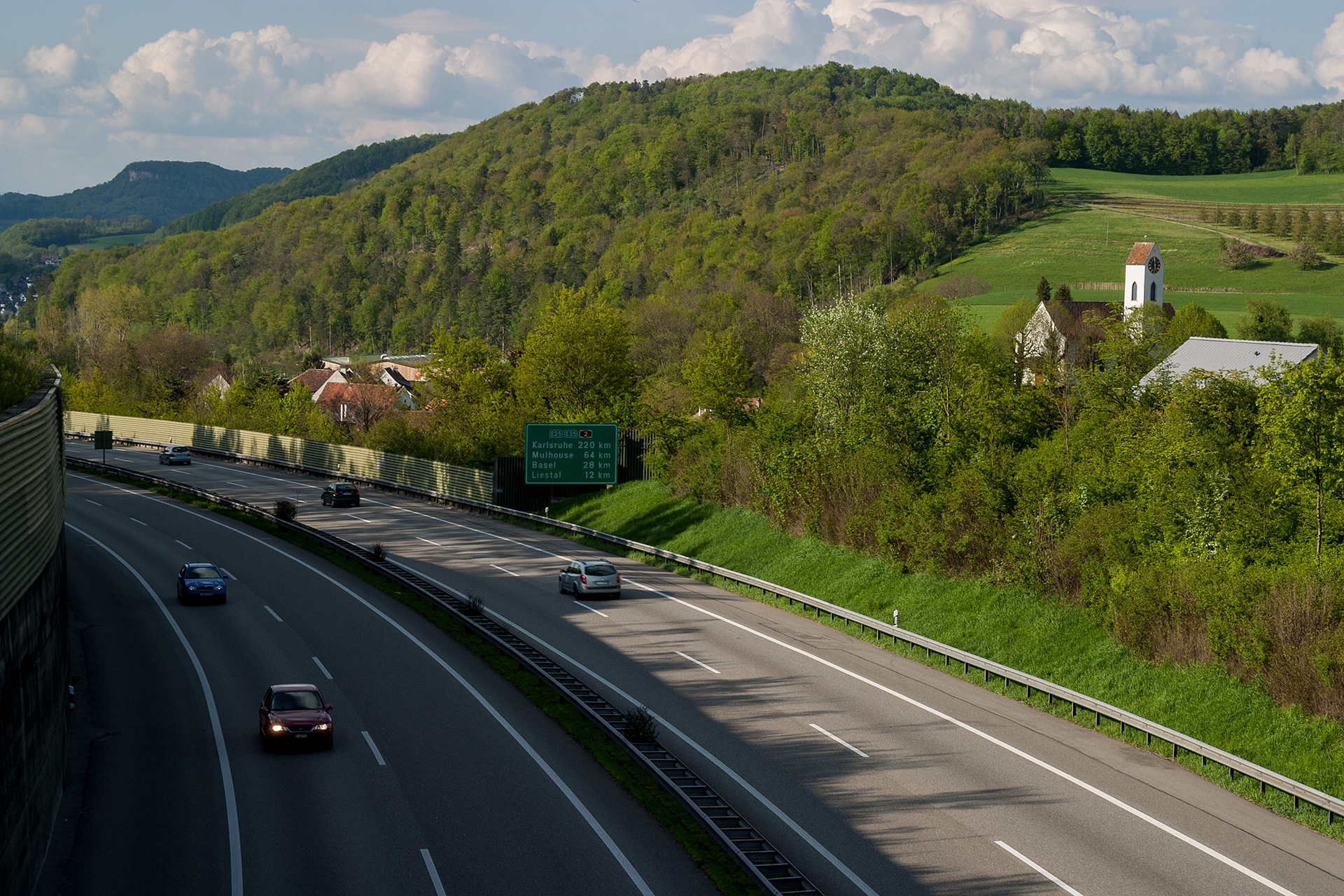
Autobahn  A2 bei Diegten